# Tim Willits

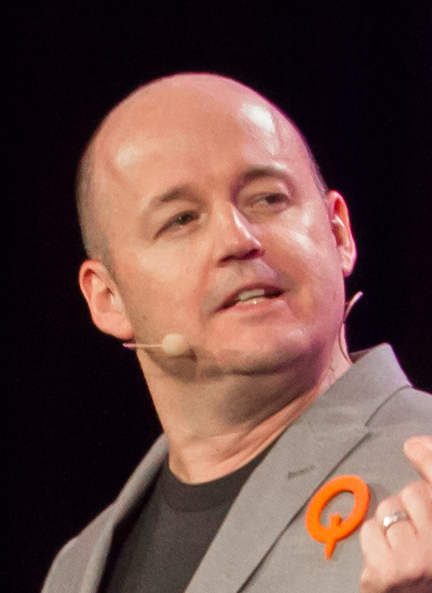
Tim Willits (2016)

Tim Willits (* 13. September 1971) ist ein US-amerikanischer Computerspielentwickler und der ehemalige Studiodirektor, Miteigentümer und Level-Designer von id Software, dem amerikanischen Videospielentwickler. Seit August 2019 ist Willits der Chief Creative Officer bei Saber Interactive. Mit der Übernahme des Unternehmens durch Saber Interactive wurde er Direktor von 3D Realms.

## Ausbildung und Karriere
Willits hat einen Abschluss der University of Minnesota. 1995 stieg Willits bei id Software ein, nachdem er die Mitarbeiter durch in seiner Freizeit erstellte Levels für das von id Software entwickelte Doom, die er frei verteilte, auf sich aufmerksam machte.
Anfang der 2000er war Willits Leiter des Spieldesigns für Doom 3 sowie ausführender Produzent für Quake 4. 2004 wurde er Mitinhaber des Studios. Zusammen mit weiteren Entwicklern hatte Willits einen Cameo-Auftritt im Film Doom Nation (2006).
Am 18. Juli 2019 gab Willits bekannt, dass er id Software nach 24 Jahren verlassen wird. Er ist jetzt Chief Creative Officer bei Saber Interactive.

## Spiele unter Beteiligung von Tim Willits
- Strife
- The Ultimate Doom
- Master Levels for Doom II
- Quake
- Hexen: Beyond Heretic
- Quake II
- Quake III Arena
- Quake III: Team Arena
- Doom 3
- Quake 4
- Quake Live
- Rage
- Doom (2016)
- Rage 2
- Quake Champions